# Oud Verlaat
Oud Verlaat est un hameau situé dans la commune néerlandaise de Zuidplas, dans la province de la Hollande-Méridionale.